# Amphinemura decemseta
Amphinemura decemseta är en bäcksländeart som beskrevs av Okamoto 1922. Amphinemura decemseta ingår i släktet Amphinemura, och familjen kryssbäcksländor. Inga underarter finns listade.